# 啜
啜，是突厥汗国、回鹘汗国官名，地位相当为一部落的首领。
西突厥沙钵罗咥利失可汗左翼五咄陆部置五啜：处木昆律啜、胡禄屋阙啜、摄舍提暾啜、突骑施贺逻施啜、鼠尼施处半啜。而右翼五弩失毕部的首领为俟斤。“啜”之前常加形容词，如屈利啜、梅录啜等。后突厥汗国可汗有默啜，大臣有梅录啜，西突厥汗国大臣有屈利啜、处般啜，突骑施汗国可汗有骨啜，大臣有阙啜（阙啜忠节），回鹘汗国可汗有磨延啜、阿啜，大臣有逸隐啜。
《塔巴里史》中出现了很多名字后带Jūr的突厥人，一般认为即“啜”，如Arnātjūr、Kumushjūr等。